# Tennistoernooi van Båstad 2019
|                                     |  |                                      |
| Misaki Doi, winnares bij de vrouwen |  | Nicolás Jarry, winnaar bij de mannen |

Het tennistoernooi van Båstad van 2019 werd van 8 tot en met 21 juli 2019 gespeeld op de gravelbanen van het Båstad Tennisstadion in de Zweedse plaats Båstad. De officiële naam van het toernooi was Swedish Open.
Het toernooi bestond uit twee delen:
- WTA-toernooi van Båstad 2019, het toernooi voor de vrouwen (8–13 juli)
- ATP-toernooi van Båstad 2019, het toernooi voor de mannen (15–21 juli)

## Toernooikalender
| WTA               | juli 2019 | juli 2019 | juli 2019 | juli 2019 | juli 2019   | juli 2019    | juli 2019 |
| WTA               | maa 8     | din 9     | woe 10    | woe 10    | don 11      | vrĳ 12       | zat 13    |
| ----------------- | --------- | --------- | --------- | --------- | ----------- | ------------ | --------- |
| vrouwenenkelspel  | 1e ronde  | 1e ronde  | 2e ronde  | 2e ronde  | kwartfinale | halve finale | finale    |
| vrouwendubbelspel | 1e ronde  | 1e ronde  | 1e ronde  | 2e ronde  | 2e ronde    | halve finale | finale    |

| ATP              | juli 2019 | juli 2019 | juli 2019 | juli 2019 | juli 2019 | juli 2019    | juli 2019    | juli 2019 |
| ATP              | maa 15    | din 16    | woe 17    | woe 17    | don 18    | vrĳ 19       | zat 20       | zon 21    |
| ---------------- | --------- | --------- | --------- | --------- | --------- | ------------ | ------------ | --------- |
| mannenenkelspel  | 1e ronde  | 1e ronde  | 2e ronde  | 2e ronde  | 2e ronde  | kwartfinale  | halve finale | finale    |
| mannendubbelspel | 1e ronde  | 1e ronde  | 1e ronde  | 2e ronde  | 2e ronde  | halve finale | halve finale | finale    |

ATP-toernooi van Båstad‎ – WTA-toernooi van Båstad

2009 · 2010 · 2011 · 2012 · 2013 · 2014 · 2015 · 2016 · 2017 · 2018 · 2019 · 2020 · 2021 · 2022 · 2023 · 2024